# Comuna Meldal
Meldal a fost o comună din Norvegia. Pănă în anul 2018 a făcut parte din provincia Sør-Trøndelag, iar mai apoi, ca urmare a unor reforme administrative, nou înființatei provinciii Trøndelag. Reședința comunei a fost localitatea Meldal.
În anul 2020 comuna Meldal se contopește cu municipalitățile Agdenes, Orkdal și părți din Snillfjord pentru a înființa comuna Orkland.